# Smallville (Fernsehserie)
Smallville ist eine US-amerikanische Fernsehserie, die auf der Comicfigur Superman basiert und von 2001 bis 2011 produziert wurde.
Die Serienkonzeption sieht die Erzählung der Jugendjahre des Helden vor, der als Clark Kent in der fiktiven Kleinstadt Smallville in Kansas aufwächst und sich erst im Verlauf der Serie seiner Fähigkeiten, Herkunft und Berufung bewusst wird. Weiterhin nimmt die Beleuchtung der Beziehung zum späteren Gegenspieler Lex Luthor einen maßgeblichen Raum ein. Darüber hinaus werden neben neuen Figuren auch bekannte Freunde, Feinde und andere Superhelden des Superman-Universums neu interpretiert.

## Produktion und Ausstrahlung
Die Serie wurde von Sommer 2001 bis Frühjahr 2011 in Vancouver, Kanada, gedreht. In der Umgebung Vancouvers befinden sich weitere Ortschaften, die für Außenaufnahmen genutzt wurden. So wurden die Straßenszenen von Smallville, sowie das Äußere des Talon in Cloverdale, British Columbia gedreht. Das Äußere des Luthor-Anwesens ist in Wirklichkeit Hatley Castle in Colwood, das regelmäßig auch für andere Filmproduktionen Verwendung findet. Die Außenaufnahmen der Kent-Farm wurden in einer bewohnten Farm in Aldergrove gedreht. Das Gebäude wurde eigens gelb angestrichen.
Die Fernsehserie wurde ursprünglich vom Fernseh-Network The WB produziert und ausgestrahlt. Nachdem im Jahr 2006 The WB mit dem bis dahin konkurrierenden Network UPN zu The CW fusionierte, wird die Produktion von diesem fortgeführt. Die Premiere der Serie im US-amerikanischen Fernsehen fand am 16. Oktober 2001 statt. Die deutsche Erstausstrahlung begann am 3. Januar 2003 auf RTL; auf dem Sender wurden bis 2008 auch die Staffeln 2 bis 6 erstmals gezeigt. Die Staffeln 7 bis 9 wurden 2008 bis 2011 auf RTL II erstausgestrahlt. Staffel 10 folgte 2015 auf ProSieben Maxx. In Österreich lief die Serie auf ORF 1.

## Handlung

### Überblick

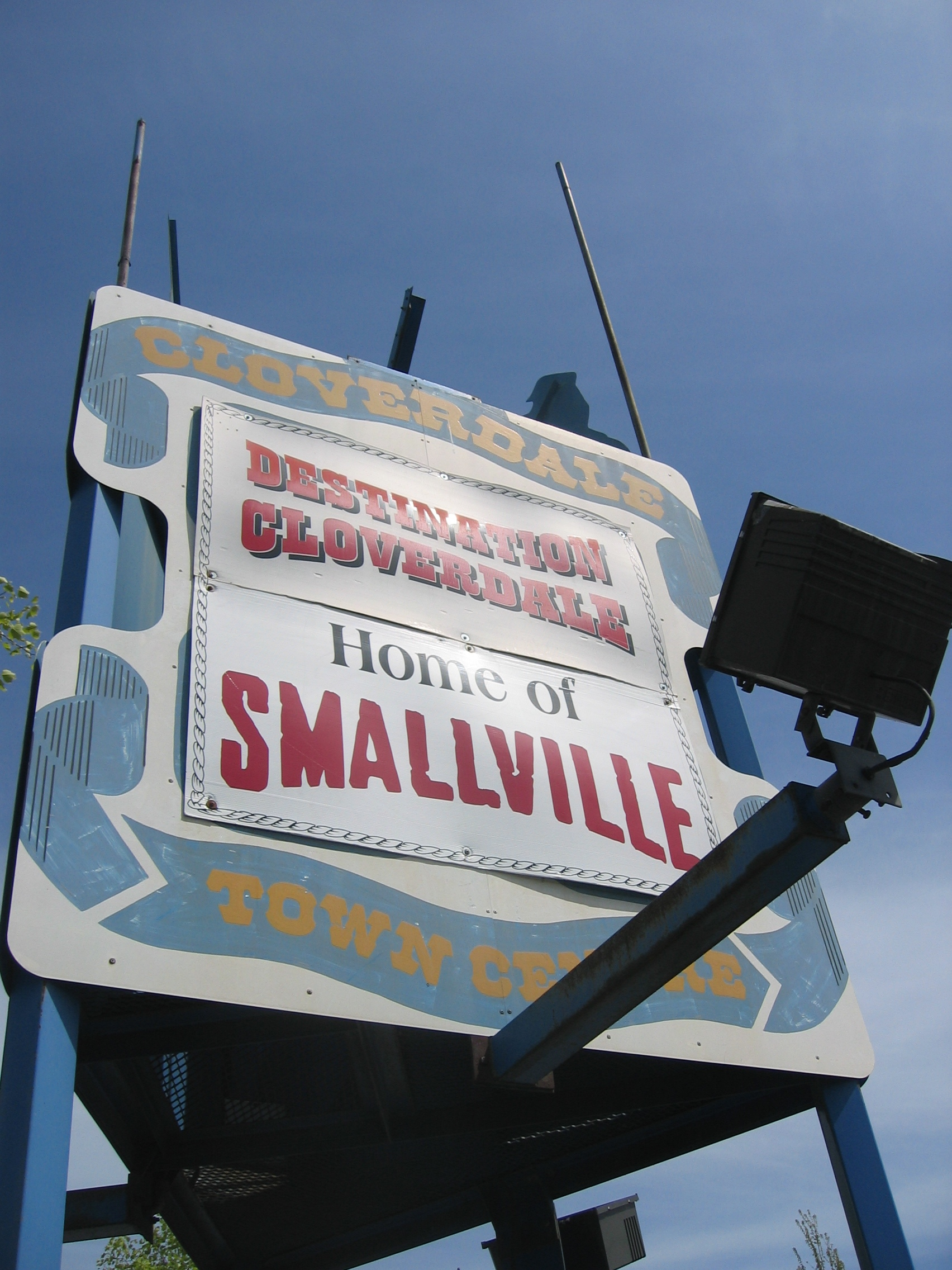
Das Willkommensschild der Stadt Cloverdale weist auf Smallville hin.

Die Serie beginnt mit der Ankunft des zukünftigen Superman in einem Meteoritenschauer auf der Erde (in Smallville im US-Bundesstaat Kansas) und seiner Aufnahme durch das Ehepaar Kent. Jede Staffel beschreibt einen Abschnitt im Leben des jungen Clark. Dabei lernt er immer mehr seiner Superkräfte kennen und entdeckt allmählich seine Bestimmung als Retter der Welt.
Ein wichtiges Thema der Serie ist Schicksal und Zufall: Clark rettet mit Hilfe seiner Superkräfte dem jungen Lex Luthor das Leben und geht, obwohl die Luthors einen negativen Ruf in Smallville haben, eine Freundschaft mit ihm ein. Clark vertraut jedoch weder ihm noch sonstwem genug, um die Wahrheit über seine Herkunft zu enthüllen. Lex versucht immer wieder, auch zu Lasten der Freundschaft, mit teils unlauteren Mitteln Clarks Geheimnis herauszufinden. Dieses Geheimnis, das nur Clarks Eltern (und im Verlauf der Serie einigen Freunden) bekannt ist, ist auch verantwortlich für die zunehmende Entfremdung zwischen Clark und Lana Lang, seinem Schulschwarm. Clark und Lex versuchen zunächst zwar, nicht wie ihre Väter in Feindschaft zu enden, entrinnen dabei jedoch der durch siebzig Jahre Superman-Comics vorgegebenen Entwicklung nicht.
Die Serienhandlung dreht sich am Anfang neben der Bewahrung von Clarks Geheimnis hauptsächlich um das Stoppen von gewalttätigen und verbrecherischen „Meteoritenfreaks“, die durch das Meteoritengestein (Kryptonit) nach den beiden Meteoritenschauern auf Smallville (Anfang der ersten und Ende der vierten Staffel) besondere Fähigkeiten erlangt haben und dadurch korrumpiert oder in den Wahnsinn getrieben werden. Die entstandenen kuriosen Kräfte erinnern besonders in der Anfangszeit der Serie oft an Akte X. Von den Fans werden solche Charaktere in der Fantasy und der Science-Fiction als Freak of the Week (dt. „Monster der Woche“) bezeichnet, da in der wöchentlich ausgestrahlten Serie in jeder Folge einer der Freaks auftaucht und besiegt werden muss.
Während in den ersten Staffeln vor allem Clarks Liebe zu Lana in den Mittelpunkt rückt, wird im Verlauf der Serie immer deutlicher, dass Lois Lane die Frau ist, für die Clark bestimmt ist. Mit Clarks Umzug nach Metropolis und dem Beginn seiner Arbeit als Reporter beim Daily Planet rückt neben seiner wahren Liebe Lois auch seine Bestimmung als Held in den Mittelpunkt. Er legt sich eine geheime Heldenidentität als Blur (dt. „(Rotblauer) Fleck“) zu, die im Verlauf ihrer Entwicklung seiner späteren Identität als Superman immer mehr ähnelt.

### Erste Staffel
Die erste Staffel beginnt mit der Vorgeschichte am 7. Oktober 1989, wobei die Hauptpersonen der Serie vorgestellt werden: Ein Raumschiff steuert, von einem Meteoritenschwarm begleitet, auf die Erde zu. Lionel Luthor ist für einen Geländekauf nach Smallville gekommen und hat seinen Sohn Lex mitgenommen. Lana Lang wartet bei ihrer Tante auf die Rückkehr ihrer Eltern. Jonathan und Martha Kent sind zum Einkaufen in der Stadt. Da schlagen die Meteoriten in Smallville ein, zerstören zahlreiche Gebäude und Autos und töten mehrere Einwohner. Lex gerät auf einem Feld in eine Druckwelle eines Meteoreinschlags und verliert dabei alle Haare. Lana muss mitansehen, wie ein Meteorit ihre Eltern tötet. Jonathan und Martha Kent überschlagen sich auf der Fahrt nach Hause mit ihrem Wagen, als sie einem Einschlag ausweichen müssen. Sie entdecken einen kleinen Jungen neben ihrem Wagen und finden sein Raumschiff, als sie der Einschlagsspur folgen.
Es folgt ein Sprung von zwölf Jahren in die Serien-Gegenwart im Jahr 2001. Die Kents haben den Jungen adoptiert und ihm den Namen Clark gegeben. Das Raumschiff ist im Gerätekeller versteckt. Clark besucht mittlerweile mit seinen Freunden Pete Ross und Chloe Sullivan die örtliche Smallville High School. Mit der Zeit entdeckt er einige seiner besonderen Fähigkeiten: Er kann sich sehr schnell bewegen, besitzt sehr hohe Körperkraft, widersteht hohen physikalischen Kräften und entwickelt einen Röntgenblick, mit dem er durch feste Gegenstände sehen kann. Nur das Meteoritengestein schwächt seine Kräfte.
Lex Luthor hat von seinem Vater Lionel die Fabrik der LuthorCorp in Smallville übertragen bekommen. Als er aufgrund überhöhter Geschwindigkeit die Kontrolle über seinen Wagen verliert, Clark anfährt und mit ihm zusammen von einer Brücke stürzt, nutzt Clark seine Superkräfte, um Lex zu retten. Obwohl sich beide durch dieses Ereignis freundschaftlich verbunden sehen, kann Lex die mysteriösen Umstände seiner Rettung nicht verstehen, und beginnt Clarks Hintergründe zu erforschen. Gleichzeitig liefert er sich Machtspiele mit seinem Vater Lionel. Zudem lässt er Grabungen auf dem Feld durchführen, auf dem Clark einst auf der Erde gelandet war. Offiziell tut Lex das, um sich über die Qualität des Grundes zu informieren. Dabei findet er mit Unterstützung des Wissenschaftlers Steven Hamilton das Achteck, von dem sich am Staffelende zeigt, dass es zur Aktivierung des kryptonischen Schiffs dient.
Lana Lang, für die Clark insgeheim besondere Gefühle hegt, ist ebenfalls Schülerin an der Smallville High School. Sie ist mit dem Mitschüler und Football-Spieler Whitney Fordman befreundet. Als Lana erfährt, dass das Talon – ein ehemaliges Kino, in dem ihre Eltern gerne verkehrten – geschlossen werden soll, beschließt sie, es mit Hilfe von Lex als Café wiederzueröffnen.
Neben der Entwicklung der Grundhandlung folgt die erste Staffel stark dem Freak of the Week-Schema. In fast jeder Episode steht eine Person im Vordergrund, die durch Kontakt mit dem Meteoritengestein übermenschliche Fähigkeiten erworben hat und damit andere Menschen bedroht. Schließlich werden diese Leute von Clark besiegt. Manche sterben, andere werden in eine Heilanstalt verbracht, und einige verlieren ihre Kräfte wieder und kehren zu einem normalen Leben zurück.
Das Staffelfinale endet mit einem Cliffhanger: Lana wird mit ihrem Wagen in einen Tornado hineingezogen, und Clark eilt ihr zu Hilfe.

### Zweite Staffel
Nachdem Clark Lana aus dem Wagen befreit hat und das Leben in Smallville wieder seinen normalen Lauf nimmt, entdeckt er kurze Zeit später seinen Hitzeblick. Lex heiratet überstürzt aufgrund ihrer Manipulation die Lehrerin Desirée Atkins, kann sich aber mit Hilfe der Kents wieder von ihr lösen. Auch taucht das erste Mal das rote Kryptonit auf. Clark entdeckt die Höhle der Kawatchen-Indianer, in der er mehr über seine Herkunft erfährt. Auch Lex und Lionel versuchen das Geheimnis der Höhle zu ergründen. Erst der Wissenschaftler Dr. Virgil Swann klärt Clark über dessen Herkunft vom Planeten Krypton auf.
Zwischenzeitlich fängt Martha an, für Lionel zu arbeiten und kann so Clark dabei helfen, ihn und sein Umfeld vor einer näheren Untersuchung zu bewahren. Man erfährt, dass Whitney als Soldat gefallen ist. Pete entdeckt Clarks Geheimnis, als er nach dem Sturm das kryptonische Raumschiff auf einem Feld findet. Lana findet heraus, dass ihre Eltern vorübergehend getrennt waren und ihre Mutter in der Zwischenzeit eine neue Beziehung hatte; sie kann danach ihren biologischen Vater Henry Small aufspüren. Lex kann seinen verschollenen Bruder Lucas auffinden, zusätzlich erkennt er, dass Lionel die beim Sturm erlittene Blindheit bereits überwunden und zuletzt nur vorgetäuscht hatte.
Martha wird schwanger, nachdem sie durch das kryptonische Raumschiff geheilt worden war. Zum ersten Mal hat Clark über die Höhle Kontakt zu seinem leiblichen Vater Jor-El. Der verlangt von ihm, die Weltherrschaft zu übernehmen, jedoch entscheidet sich Clark wegen seiner Liebe zu Lana und wegen seiner Eltern dagegen. Mit einem durch Lionel Luther hergestellten Achteckschlüssel aus Kryptonit vernichtet er das Raumschiff, mit dem er auf die Erde kam. Dabei löst er eine Explosion aus, die seine Adoptiveltern erfasst, weswegen seine Mutter schwer verletzt ins Krankenhaus eingeliefert werden muss und zudem das Baby verliert. Da Jor-El ein Opfer von Clark verlangt, flüchtet Clark nach Metropolis und setzt sich freiwillig der Wirkung von rotem Kryptonit aus, da er glaubt, nur so sein Problem lösen und die Menschen um ihn herum schützen zu können. Nachdem Chloe mitbekommen hat, dass Clark und Lana inzwischen eine Beziehung eingegangen sind, ist sie enttäuscht darüber und stimmt einem Geschäft mit Lionel zu. Lex, der zuvor die Ärztin Helen Bryce geheiratet hatte, stürzt am Staffelende auf dem Weg in die Flitterwochen mit seinem Flugzeug über dem Meer ab.

### Dritte Staffel
Nachdem Jor-El und Jonathan einen Pakt geschlossen haben und Jonathan kurzzeitig die Kräfte eines Kryptoniers erlangt, kann dieser Clark dazu bewegen, zurückzukehren, nachdem durch einen Faustschlag Clarks das rote Kryptonit in Chloes Kryptonitring zerstört wurde. Clark war nach Metropolis gegangen und hatte eine Aufgabe des Gangsterbosses Morgan Edge angenommen, die darin bestand, seine eigene Blutprobe aus dem LuthorCorp-Gebäude zu stehlen. Als die Probe schließlich über Clark bei Jonathan landet, zerstört dieser sie.
Lex überlebt den Flugzeugabsturz und findet heraus, dass seine Frau ihn betrogen und es auf seinen Einfluss abgesehen hat. Als Lex aufgrund einiger Wochen Einsamkeit auf einer Insel nach seiner Rückkehr merkwürdige Verhaltensweisen aufweist und zudem hinter die mysteriösen Todesumstände seiner Großeltern kommt, übernimmt Lionel die Vormundschaft über ihn und liefert ihn in der Psychiatrie ein. Lex teilt in der Klinik Clark mit, dass er dessen Geheimnis kennt. Lionel lässt seinen Sohn behandeln, sodass dieser eine Zeitspanne von sieben Wochen inklusive Clarks Geheimnis vergisst. Lex versucht später, die verlorene Zeit wiederzubekommen. Er fängt an, Clark auszuspionieren.
Lionel zwingt Chloe, über Clark nachzuforschen und zieht sie damit in sein Machtspiel mit Lex. Dieses Spiel erreicht seinen Höhepunkt, als erst Clark, dann Chloe und später Lex erfahren, dass Lionel seine Eltern von Edge hat umbringen lassen, um mit deren Lebensversicherung seine Firma aufzubauen. Lex gibt dem FBI Hinweise, sodass Lionel am Ende der Staffel verhaftet wird. Man erfährt, dass Lex’ psychische Probleme auf den Tod seines Bruders Julian zurückzuführen sind, den seine Mutter Lilian umgebracht hat. Lex nimmt die Schuld am Tod gegenüber Lionel auf sich, dem er aufklärt, dass er dies tat. Er will damit Lilian schützen.
Clark beendet widerwillig die Beziehung zu Lana, da er glaubt, sie nur in Gefahr zu bringen. Sie findet Trost bei Adam Knight, einem von Lionels menschlichen Versuchsobjekten, der nach Smallville gezogen ist, um Clark auszuspionieren, was Lana jedoch erst später mitbekommt. Sie beendet daraufhin die Beziehung und will am Ende der Staffel in Paris studieren.
Pete zieht am Ende der Staffel, nach der Scheidung seiner Eltern, mit seiner Mutter aus Smallville weg, da ihn Clarks Geheimnis quält und gefährdet. Der Pakt zwischen Jor-El und Jonathan besagt, dass Jonathan Clark zurückschickt. Clark ist am Ende stark enttäuscht von seinem Freund Lex, als er von Lionel erfährt, dass Lex ein ganzes Zimmer zu seinen Clark-Recherchen hat und er beendet die Freundschaft mit Lex, sodass ihn nichts mehr auf der Erde hält und er Jor-Els Ruf folgt.
Chloe und Clark sagen gegen Lionel aus, womit dieser ohne Kaution im Gefängnis bleibt. Jor-El zwingt Clark zu sich, woraufhin Jonathan ins Koma fällt. Lex wird anscheinend vergiftet und Chloe wird daheim und im Zeugenschutzprogramm von einer Bombe überrascht.

### Vierte Staffel
Die vierte Staffel zeigt Clarks letztes Jahr auf der High School. Neben verschiedenen Einzelhandlungen durchzieht die Staffel die Suche nach drei Steinen der Macht, die Teile eines ursprünglich vereinten kryptonischen Kristalls sind. Getrennt besitzen sie jeweils eigene Kräfte, vereint enthalten sie aber das gesamte Wissen Kryptons. Sie sind über die Erde verteilt an schwer zugänglichen Orten versteckt und tragen die Symbole der Elemente Wasser, Luft und Feuer.
Drei Monate nach seinem Verschwinden kehrt Clark in seiner kryptonischen Identität Kal-El und ohne Erinnerung an seine irdische Vergangenheit auf die Erde zurück. Lex findet in Ägypten eine Statue mit kryptonischen Schriftzeichen. Auf der Rückreise geht sie im Flugzeug zu Bruch, und der Stein des Feuers kommt zum Vorschein, was Kal-El durch ein Geräusch im Kopf erfährt. Er fliegt dem Flugzeug entgegen und reißt den Kristall an sich. In der Indianerhöhle öffnet er eine Geheimkammer und setzt den Kristall in eine Steinplatte ein. Als er die Kammer verlässt, berührt Martha ihn mit schwarzem Kryptonit, wodurch der irdische Clark und der kryptonische Kal-El getrennt werden und miteinander kämpfen. Clark besiegt Kal-El mittels Kryptonit, woraufhin Jonathan wieder aus dem Koma erwacht. Lex ist durch die Berührung mit dem Stein des Feuers von seinen Vergiftungserscheinungen geheilt.
Lois Lane kommt nach Smallville, um den Tod ihrer Cousine Chloe aufzuklären. Clark trifft Lois an Chloes Grab und erkennt mit Hilfe seines Röntgenblicks, dass der Sarg leer ist. Gemeinsam machen sie sich auf die Suche nach Chloe und finden sie schließlich. Lex hatte sie vor der Bombenexplosion durch einen Tunnel aus dem Haus bringen lassen, weil er einen Anschlag befürchtet hatte. Durch Chloes Aussage wird Lionel wegen Mordes an seinen Eltern verurteilt.
Lana lernt in Paris Jason Teague kennen und verliebt sich in ihn. Als sie später in einer Kirche ein besonderes Symbol auf der Grabplatte der Gräfin Isabelle berührt, dringt ein Lichtbündel in sie ein, worauf das Symbol als Rückentätowierung erscheint. Sie kehrt nach Smallville zurück. Jason folgt ihr und wird Trainer des High-School-Footballteams. Clark tritt dem Team bei, das daraufhin die Landesmeisterschaft gewinnt. Nach der Saison gibt Clark Football jedoch wieder auf, da er nicht in Versuchung geraten will, seine Kräfte dafür zu missbrauchen.
Lionel hatte in einer Mayastatue in Honduras den Stein des Wassers gefunden. Edgar, ein Mitgefangener und Entschlüsselungsspezialist, konnte die Symbole auf der Mayastatue entschlüsseln und erklärt Lionel, dass dieser Stein die Macht hat, Seelen zu tauschen. Als Lex seinen Vater besucht, versucht Lionel, mit ihm die Seele zu tauschen. Clark hört wie beim Stein des Feuers ein Geräusch in seinem Kopf und eilt ins Gefängnis. Er versucht, Lex zu retten, wird dabei aber von dem Stein berührt, und er und Lionel tauschen die Seelen: Clark bleibt in Lionels Körper im Gefängnis, während Lionel in Clarks Körper das Gefängnis verlässt. Es gelingt Clark jedoch, Lionel zu einem Mordversuch an ihm zu veranlassen. Dabei kann er Lionel mit dem Stein berühren, und die Seelen werden zurückgetauscht. Durch den Aufenthalt von Clarks Seele in Lionels Körper ist dessen unheilbares Leberleiden geheilt. Als Edgar entlassen wird, nimmt er den Stein mit und übergibt ihn Bridgette Crosby, der Assistentin Dr. Swanns.
Lana hat bei eBay das Zauberbuch der Gräfin Isabelle ersteigert. Als sie darin das Symbol von der Grabplatte berührt, erwacht in ihr die Seele der Gräfin, die bereits in der Kirche in Paris in sie gefahren war. Isabelle war eine Urahnin von Lana und hatte nach den drei Steinen der Macht gesucht, bevor sie 1604 als Hexe verbrannt worden war. Sie erfährt durch Zauberei den Aufenthaltsort des Steins des Feuers und dringt in die geheime Kammer der Höhle ein, um ihn zu stehlen. Clark folgt ihr und zerstört Isabelles Zauberbuch mit seinem Hitzeblick. Daraufhin wacht Lana außerhalb der Kammer auf und ist wieder sie selbst.
Lionel wird auf Veranlassung von Genevieve Teague, Jasons Mutter, aus dem Gefängnis entlassen. Sie ist eine Nachfahrin der Herzogin Gertrude, die im 17. Jahrhundert ebenfalls auf der Suche nach den Steinen der Macht war und die Verbrennung von Isabelle veranlasst hatte. Genevieve hatte das Treffen zwischen Jason und Lana in Paris und den Besuch in der Kirche eingefädelt, um Isabelle wieder zu erwecken und über sie zu den Steinen zu gelangen. Sie will auch Lionel für die Suche nach den Steinen benutzen.
Chloe sieht bei einer Gelegenheit, dass Clark ein außer Kontrolle geratenes Auto mit der bloßen Hand abfängt und anschließend mit übermenschlicher Geschwindigkeit verschwindet. Sie glaubt, Clark sei ein Meteoritenfreak, behält das aber für sich und versucht, es Clark zu erleichtern, von sich aus über sein Geheimnis zu sprechen. Als Clark später sein Gedächtnis verliert, hilft sie ihm diskret, seine Superkräfte wieder zu entdecken.
Clark erhält nach Dr. Swanns Tod von diesem einen Brief mit dem achteckigen Schlüssel. Als er diesen in einen Schlitz der Steinplatte in der geheimen Kammer der Höhle steckt, hört er Jor-Els Stimme, die ihn auffordert, die beiden anderen Steine zu suchen, da sonst jemand anderes die Steine finden und die Welt damit in Hunger, Krieg und Zerstörung stürzen würde.
Lex bietet Jason eine Stelle bei LuthorCorp an. Sie fliegen nach China, um den dort versteckten Stein zu finden. Lana folgt ihnen und wird von Clark begleitet. Lex und Jason werden vom chinesischen Militär gefangen genommen und gefoltert, damit sie das Versteck des Steins preisgeben. Als auch Lana gefangen genommen und gefoltert wird, erwacht wieder Isabelle in ihr, betäubt die Wachen und den herbeieilenden Clark und flieht. Mit Hilfe einer Karte, die sie Lex gestohlen hatte, findet sie eine Figur und darin den Stein der Luft. Clark, der inzwischen aus seiner Betäubung erwacht ist und Lex und Jason befreit hat, hört wieder das Geräusch in seinem Kopf und folgt Isabelle. Es kommt zu einem Kampf, bei dem Isabelle den Stein verliert. Als Clark und Isabelle gleichzeitig nach dem Stein greifen, werden beide bewusstlos. Lex und Jason finden die beiden, die bald wieder zur Besinnung kommen. Lana ist wieder sie selbst, aber der Stein ist verschwunden.
Zurück in Smallville schenkt Jason Lana den Stein. Er war als erster bei den Bewusstlosen angekommen und hatte den Stein heimlich an sich genommen. Später entdecken Jason und Lana, dass Lanas Wohnung durchsucht wurde und das Versteck des Steins leer ist. Lana hatte den Stein aber schon vorher in Sicherheit gebracht, was sie Jason verschweigt.
Genevieve hat Bridgette Crosby ermorden lassen, um den Stein des Wassers zu bekommen. Sie verlangt von Lionel, ihr als Gegenleistung für seine Entlassung aus dem Gefängnis den Stein der Luft zu besorgen, den sie bei Lex vermutet. Lionel hat erkannt, dass Genevieve hinter dem Mord an Bridgette steht. Durch Erpressung erhält er von ihr den Stein des Wassers. Daraufhin werden Lex und Lionel von Jason und Genevieve in eine Waldhütte entführt und gefoltert, um den Stein zurückzubekommen. Lionel sagt, er habe ihn Lana gegeben, da sie die Auserwählte sei. Genevieve verlässt die Hütte, und als auch Jason hinausgeht, um Feuerholz zu holen, gelingt Lex und Lionel die Flucht.
Genevieve sucht Lana in ihrer Wohnung auf und verlangt von ihr den Stein. Lana holt den Stein der Luft aus ihrer Handtasche. Es kommt zu einem Kampf zwischen den beiden, wobei Isabelle wieder erweckt wird. Sie tötet Genevieve mit dem Stein der Luft. Da dadurch ihr Tod gerächt ist, verlässt sie Lana, und die Tätowierung auf deren Rücken verschwindet.
Da Clark einen Albtraum hatte, geht er in die Höhle und steckt den Schlüssel in die Steinplatte, um mit Jor-El zu sprechen. Der erklärt ihm, dass durch die Befleckung eines der Steine mit Blut eine große Macht aus dem Dunkel des Weltalls geweckt worden sei und ein neuer Meteoritenschauer auf Smallville zusteuere. Clark müsse nun die drei Steine vereinigen, da er nur so die Erde vor der völligen Vernichtung bewahren könne.
Lana gibt Clark den Stein der Luft, weil sie spürt, dass er für ihn bestimmt ist. Clark legt den Stein in der Höhle in die Vertiefung zu dem Stein des Feuers. Sofort beginnen beide Steine zu strahlen. Auch der Stein des Wassers in Lionels Jackentasche beginnt zu strahlen, und Lionel fällt in ein Koma. Lex schließt den Stein in seinen Tresor ein. Clark hört wieder das Geräusch in seinem Kopf. Er dringt bei Lex ein, reißt die Tresortüre heraus und ergreift den Stein. Da in dem Tresor auch grünes Kryptonit ist, wird er ohnmächtig. Chloe kommt auf der Suche nach Lana in das Haus und findet Clark. Sie zieht ihn vom Tresor weg, worauf er wieder zu sich kommt. Er eilt zur Höhle und setzt den Stein in die Vertiefung zu den beiden anderen. Daraufhin vereinigen sich die drei Steine zu einem durchsichtigen Kristall.
Lex hat Lana mit einem Hubschrauber vor dem Meteoritensturm in Sicherheit bringen lassen. Als er zurückkommt, findet er Chloe und den aufgebrochenen Tresor. Da er erkannt hat, dass die Höhlen eine wichtige Bedeutung für die Steine haben, gehen beide dahin. Dort hält Chloe Lex auf, indem sie ihn gegen die Höhlenwand stößt und so zu Fall bringt. Sie geht weiter und sieht gerade noch Clark, bevor dieser von dem Kristall weggebracht wird und sich in einer Eiswüste wiederfindet.
Jason hat herausgefunden, dass Clark mit den Steinen zu tun hat. Er bedroht Martha und Jonathan mit einem Gewehr, um zu erfahren, wo Clark die Steine versteckt hält. Da schlägt ein Meteorit in das Haus ein. Auch der Hubschrauber, der Lana in Sicherheit bringen sollte, wird von einem Meteor getroffen und stürzt ab. Lana überlebt verletzt und kriecht einen Erdwall hoch. Dahinter entdeckt sie ein Raumschiff, dessen Dach sich gerade öffnet.

### Fünfte Staffel
Clark findet sich (ebenso wie Chloe) in der Arktis wieder, wo aus dem Kristall die Festung der Einsamkeit entsteht, nachdem er ihn in die Eiswüste geworfen hat. Nachdem Lex Chloe in der Höhle der Kawatchen-Indianer gesehen hat und diese in einem Krankenhaus am Yukon aufwacht, misstraut Lex Clark zunehmend. Chloe erzählt Clark, dass sie sein Geheimnis kennt und er teilt ihr mit, dass er von einem anderen Planeten stammt. Nachdem zwei Anhänger von General Zod Smallville angreifen, besiegt Clark diese und schickt sie in die Phantomzone. Nachdem Jor-El Clark seine Kräfte genommen hat, stirbt dieser durch eine Schussverletzung. Jor-El gibt Clark seine Kräfte wieder.
Nachdem Clark wieder mit Lana zusammen ist, trifft er auf Arthur Curry, den späteren Aquaman, den er aus den Händen von Lex rettet. Auch Clark kann Lex nicht mehr trauen und die Freundschaft zerbricht daraufhin endgültig. Als Clark Jack Jennings, einem Senator von Kansas, hilft, tritt dieser nicht zur Wiederwahl an und schlägt Jonathan als seinen Nachfolger vor, der mit Hilfe von Lionel gegen Lex antreten muss. Clark erzählt Lana unterdessen von seinem Geheimnis. Lex will es auch erfahren, verfolgt Lana und verursacht einen Autounfall, bei dem Lana verstirbt. Daraufhin bittet Clark Jor-El um ihr Leben. Jor-El lässt daraufhin den Tag erneut beginnen, sagt Clark jedoch, dass dafür ein anderer sterben werde. Nachdem Lionel Jonathan bei einem Geheimtreffen sagt, dass er Clarks Geheimnis kenne, stirbt Jonathan, der die Wahl gewonnen hat, kurz darauf an einem Herzinfarkt. Nachdem Clark aufgrund eines Seitensprungs unter Hypnose entscheidet, Lana nicht weiter verletzen zu wollen und sich von ihr trennt, geht Lana eine Beziehung mit Lex ein und verstrickt sich in seine Geschäfte. Martha soll später Jonathans Posten als Senator übernehmen.
Auf dem College lernt Clark den Geschichtsprofessor Milton Fine (alias Brainiac) kennen, der sich später als Bewohner Kryptons zu erkennen gibt, der versucht, Clark gegen Jor-El aufzubringen. Als Clark durch den Einfluss von silbernem Kryptonit an Wahnvorstellungen leidet, wird er von Milton mittels kryptonischer Technologie gerettet. Nachdem Clark Milton in die Festung der Einsamkeit mitnimmt, offenbart sich dieser als Anhänger Zods, der die Festung zerstören will. Am Ende der Staffel lehnt Clark es ab, als Behältnis für Zod zu dienen, sodass Brainiac nun Lex’ Körper übernimmt und ein kryptonisches Computervirus freisetzt, das Chaos auslöst. Zod besiegt Clark und schickt diesen in die Phantomzone.

### Sechste Staffel
Clark gelingt die Flucht aus der Phantomzone, da er ein Mitglied der Familie El ist und sein Vater die Zone geschaffen und mit einem Notausgang versehen hat. Bei seiner Flucht setzt er aber auch mehrere dort gefangene Kriminelle frei. Im Laufe der Staffel sucht er diese „Phantome“ und vernichtet oder inhaftiert sie. Nach seiner Rückkehr zur Erde gelingt es ihm, mithilfe eines Amuletts, welches von seinem Vater Jor-El stammt, das er aber von Raya, einer anderen Insassin der Phantomzone, erhalten hat, Lex von seiner Besessenheit durch General Zod zu befreien und die Zerstörung der Erde abzuwenden.
Lana wendet sich endgültig von Clark ab und zieht in Lex’ Anwesen ein. Lana erfährt, dass sie schwanger ist. Diese Information teilt sie zunächst aber nicht mit Lex; stattdessen vertraut sie sich Chloe an. Lex macht ihr einen Heiratsantrag und sie verrät ihm endlich, dass sie schwanger ist, worüber er sich sehr freut. Die beiden heiraten, obwohl sich Lana, die sich nun eigentlich nicht mehr sicher ist, weil sie erfahren hat, dass Lex die Schwangerschaft durch Hormone forciert hat, unsicher fühlt. Am Tag der Hochzeit erfährt Lana, dass Clark besondere Fähigkeiten hat. Um Schlimmerem vorzubeugen und um an geheime Informationen aus erster Nähe zu kommen, erpresst Lionel Lana, seinen Sohn doch zu heiraten, indem er droht, Clark zu töten, da er dessen Schwäche kenne. Lana erzählt Clark, dass Lionel sie zu der Heirat mit Lex gezwungen hat. Daraufhin will Clark Lionel töten, wird aber in letzter Sekunde vom Martian Manhunter davon abgehalten. Clark erfährt von diesem, dass Lionel tatsächlich auf seiner Seite ist.
Lois versucht sich währenddessen als Journalistin – ihre Artikel werden zunächst aber nur vom Inquisitor, einer unseriösen Boulevardzeitung, abgedruckt. Später lernt sie Oliver Queen kennen, einen reichen Geschäftsmann und zudem Schulkameraden von Lex in dessen Kindertagen. Oliver stellt sich schon bald als der geheimnisvolle Green Arrow heraus, der immer häufiger Clark hilfreich zur Seite steht. Später gründet er zusammen mit Impulse (aus Staffel 4), Aquaman und Cyborg (beide aus Staffel 5) die Gerechtigkeitsliga (Justice League). Jimmy Olsen, ein Angestellter des Daily Planet, verliebt sich in Chloe.
In der finalen Folge offenbart Clark Lana gegenüber endlich sein Geheimnis. Lana fasst wiederum den Entschluss sich von Lex zu trennen. Es kommt zu einer handgreiflichen Auseinandersetzung zwischen Lex und Lana, woraufhin Lana in ihr Auto steigt, das kurz darauf explodiert. Als Clark von Lanas Tod erfährt, macht er sich auf den Weg zu Lex, da er ihn des Mordes an Lana verdächtigt. Als Clark Lex zu Rede stellen will, werden beide von einem Wesen aus der Phantomzone unterbrochen. Lex nutzt die Gelegenheit zur Flucht, wird jedoch kurz danach von der Polizei aufgrund des Vorwurfs Lana getötet zu haben, festgenommen.
Das Wesen aus der Phantomzone (Bizarro) bemächtigt sich Clarks DNS und nimmt dadurch dessen Gestalt und Fähigkeiten an. Es kommt zu einem Zweikampf zwischen beiden, in dem Clark zunächst zu unterliegen scheint. Der zur Hilfe kommende Lionel versucht daraufhin das böse Double mittels grünem Kryptonit zu schwächen, doch das Metoritenmateial hat auf Bizarro die genau gegenteilige Wirkung – statt geschwächt zu werden, haben sich dessen Kräfte nunmehr verstärkt. Im weiteren Kampfverlauf prallen Clark und Bizarro mit Supergeschwindigkeit aufeinander, wobei Clark den Kürzeren zieht und in eine Staudammmauer geschleudert wird, die daraufhin bricht. Der – im Gegensatz zu Clark – über Flugfähigkeit verfügende Bizarro folgt ihm. Lois wird tödlich verletzt. Sie wird von Chloe aufgefunden und betrauert. Chloe hatte zuvor erfahren, dass auch sie ein Meteoritenfreak ist, nun zeigt sich erstmals ihre besondere Fähigkeit: Ihre Tränen sorgen jedoch dafür, dass Lois’ Verletzungen heilen und sie wieder zum Leben erweckt wird. Als Nebenfolge der Wiederbelebung scheint dafür Chloe nun völlig leblos.

### Siebte Staffel
In der ersten Episode findet der Zweikampf zwischen Clark und Bizarro seinen vorläufigen Höhepunkt, als der Martian Manhunter Clark den entscheiden Hinweis gibt, dass das Sonnenlicht Bizarros Schwäche ist. Zu einem späteren Zeitpunkt kommt es dann zu einem Wiedersehen mit Bizarro: Er übernimmt kurzfristig Clarks Leben und bekommt Hilfe vom totgeglaubten Milton Fine. Dieser erzählt ihm von einem Kryptonier auf der Erde, der über eine Technologie verfügen soll, die verhindern könnte, dass sein Gesicht beim Blick in die Sonne versteinert. Clark kann den Wissenschaftler vorher ausmachen und dieser übergibt ihm blaues Kryptonit, mit dem Bizarro endgültig vernichtet werden kann.
Chloe verstirbt indes im Krankenhaus. Als sie kurz darauf zu den Lebenden zurückkehrt, erkennt sie, welche besondere Fähigkeit sie als Meteoritenfreak besitzt: Sie verfügt über die Fähigkeit, das Leiden anderer zu absorbieren bzw. deren Verletzungen zu heilen und sich danach selbst zu regenerieren. Sie weiht Clark in ihr Geheimnis ein.
Durch den Dammbruch wurde auch das Raumschiff von Clarks Cousine Kara freigelegt. Trotz Jor-Els eindringlicher Warnung nimmt Clark seine Cousine auf seiner Farm auf. Es stellt sich heraus, dass sie zum einen erhebliche Probleme hat, ihre Fähigkeiten unter Kontrolle zu halten, und zum anderen, dass sie auf der Suche nach einem kryptonischen Kristall ist, auf dem die DNS von Clarks biologischer Mutter Lara gespeichert sein soll. Tatsächlich besitzt Clark den Kristall und er geht damit zur Festung der Einsamkeit, um Lara aus den Kristall zu befreien. Bei diesem Vorgang wird aber nicht nur Lara, sondern auch Clarks Onkel bzw. Karas Vater Zor-El befreit.
Unterdessen stellt sich heraus, dass Lanas Tod mithilfe des Körpers eines Klons nur vorgetäuscht wurde. Sie taucht in Shanghai unter, da sie dort wichtige Unterlagen über Lex’ Geheimprojekte archiviert hat. Der wiederum spürt sie auf, bietet ihr aber eine sichere Rückkehr sowie eine millionenschwere Scheidungsabfindung an. Lana nutzt die Abfindung um die Isis-Stiftung zu gründen – eine Organisation, die vordergründig caritativen Zwecken dient, tatsächlich aber zur Überwachung von Lex’ Aktivitäten eingerichtet wurde. Clark und Lana finden endgültig zusammen. Doch das Glück ist durch Lanas zunehmende, auf Lex gerichtete Rache-Obsession getrübt: Um Geheimnisse über ihn zu erfahren, lässt sie sogar Lionel entführen. Inzwischen hat Lex den Daily Planet erworben und Grant Gabriel wird neuer Zeitungschef. Dieser beginnt eine Affäre mit Lois. Später stellt sich heraus, dass er ein Klon von Lex’ verstorbenem Bruder ist. Als Grant sich gegenüber Lionel als dessen Sohn zu erkennen gibt, lässt Lex ihn ermorden.
Die zweite Staffelhälfte handelt im Wesentlichen von der Vereinigung Veritas, welche aus Lionel Luthor, Robert Queen (Vater von Oliver Queen), Dr. Virgil Swann (dessen Tochter Patricia Swann nur in dieser Staffel auftritt und im Auftrag von Lex ermordet wird) und Edward Teague (Vater von Jason Teague) bestand. Die Vereinigung hatte es sich zur Aufgabe gemacht, den „Reisenden“ (Clark Kent/Kal-El) zu beschützen. Sie befanden sich im Besitz eines Kristalls, mit dem sie in der Lage sein sollten, dem Reisenden Befehle zu geben. Damit kein Missbrauch geschieht, wurde der Kristall jedoch versteckt. Auch Lex interessiert sich für Veritas und gerät deshalb in so heftigem Streit mit Lionel, dass dieser von Lex aus dem 40. Stock der LuthorCorps-Hochhauses zu Tode gestürzt wird. Brainiac, der zwischenzeitlich Kara in die Phantomzone verbannt und Lana und Chloe ins Koma versetzt hat, unterstützt Lex in Karas Gestalt bei der Suche nach dem Kristall. Clark kann Brainiac besiegen, worauf Chloe und Lana wieder erwachen. Anschließend verabschiedet sich Lana in einer Videobotschaft von Clark und Chloe wird verhaftet, da sie einen Regierungsserver gehackt hatte. In der Festung der Einsamkeit kommt es zum Zusammentreffen von Clark und Lex, der nun im Besitz des Kristalls ist. Der Kristall bewirkt jedoch, dass die Festung einstürzt und beide unter sich begräbt.

### Achte Staffel
Clark hat nach dem Einsturz der Festung seine Kräfte verloren und wird in der sibirischen Stadt Verkhoyansk (Russland) festgehalten. Die Justice League sucht nach Clark. Oliver kann ihn von den Russen „freikaufen“. Chloe wird in Montana festgehalten. An ihr werden einige Tests durchgeführt, wobei sich herausstellt, dass sie überaus intelligent ist. Gemeinsam mit Clark, Lois und Oliver kann Chloe befreit werden. Clark erhält seine Kräfte zurück, fängt beim Daily Planet an und Chloe nimmt Jimmys Heiratsantrag an. Chloe nutzt zunehmend ihre Kräfte, welche sie durch Brainiac erhalten hat. Unterdessen laufen die Hochzeitsvorbereitungen auf Hochtouren. Brainiac versucht Chloes Bewusstsein zu löschen, um sie zu kontrollieren. Er scheitert allerdings vorerst, da Clark sie mit Jor-Els Hilfe von ihm befreien kann. Davis Bloom, ein Rettungssanitäter, erfährt von Faora, der Partnerin General Zods, dass er Doomsday ist und die Erde beherrschen sollte. Er ist verliebt in Chloe und verliert zunehmend die Kontrolle über sich. Davis greift die Hochzeit von Chloe und Jimmy an. Dabei wird Jimmy schwer verletzt und mehrere Gäste getötet. Doomsday entführt Chloe in die Festung, welche von Brainiac übernommen wurde.
Davis erwacht in der Festung und bemerkt, dass Chloe sich verändert hat, kann sich dennoch nicht an seine Taten als Doomsday erinnern. Brainiac hat in der Zwischenzeit wieder Chloe übernommen und will nun Davis vollständig zu Doomsday werden lassen und schließt ihn in einen Kristall in der Festung der Einsamkeit ein. Brainiac in der Gestalt von Chloe hackt sich währenddessen in die Computersysteme ein, um alles Wissen der Menschheit zu absorbieren, wie er es zuvor schon mit der Festung getan hat. Clark wurde in der Zwischenzeit von dem Persuader, einem axtschwingenden Giganten aus dem 31. Jahrhundert, angegriffen und verletzt. Dass er nicht getötet wurde, verdankt er drei Zeitreisenden aus demselben Jahrhundert, Mitgliedern der Legion: Cosmic Boy (Rokk Krinn), Lightning Lad (Garth Ranzz) und Saturn Girl (Imra Ardeen). Sie helfen Clark dabei Chloe von Brainiac zu befreien und ihn in eine Kugel zu formen, welche sie mit in die Zukunft nehmen. Clark bekommt einen Ring, mit dem er in der Zeit, insbesondere in die Zukunft, reisen kann, außerdem wird ihm mitgeteilt, dass er ein Superheld werde, der bewirkt, dass die Menschheit Außerirdische willkommen heißt. Auch diese Zeitreisenden stammen nicht von der Erde. Lana wird gesagt, dass sie nicht nur aufgrund ihrer Liebe zu Clark auch in tausend Jahren bekannt sein werde. Außerdem wird auf ein Geheimnis hingedeutet. Die Legion teilt außerdem mit, dass sie Lois, Lana und sogar Jimmy kennen, aber nie etwas von einer Chloe gehört haben.
Tess Mercer, die Erbin Lex Luthors, erfährt, dass Lex sie ausgenutzt hat, indem er sie wörtlich als seine „Augen und Ohren“ benutzt hat. Mit einem Sender stört sie das Signal.
Man erfährt, dass das Abschiedsvideo Lanas für Clark von Mitarbeitern von LuthorCorp erzwungen wurde, und Lana Clark nie auf diesem Wege verlassen wollte. Sie lässt sich außerdem, nach langer Zeit des Trainings und Nachdenkens, von einem Professor LuthorCorps einer Behandlung unterziehen, bei der sie die gleichen Kräfte wie Clark bekommt, diesmal jedoch weiß sie damit umzugehen, und hat den Plan, der Welt zu helfen.
Es stellt sich heraus, dass Lex doch nicht tot ist und Clark immer noch das Leben schwer machen will. Er beauftragt einen Bombenleger damit Sprengkörper mit Kryptonit detonieren zu lassen. Als sich Lana einer dieser Bomben nähert, absorbiert sie die Wirkung des Kryptonits. Clark muss sich entscheiden: Will er mit Lana zusammen sein, oder soll sie die vernichtende Wirkung der Kryptonit-Bombe absorbieren, worauf er sich ihr nie mehr nähern kann. Lana entscheidet sich für die menschenrettende Variante und verlässt Smallville. Lex stirbt endgültig durch eine Explosion, verursacht von Oliver, der sich für den Mord an seinen Eltern rächen will.
Währenddessen wird Doomsday immer aktiver, und Davis erkennt, dass Chloe das einzige Mittel ist, das Monster in ihm zu bändigen. Jimmy wird nach der Verletzung von Doomsday auf der Hochzeit immer paranoider und verlässt Chloe. Unterdessen versucht Tess Mercer – die mittlerweile dank Aufzeichnungen von Lionel und Lex alles über Clark und sein Geheimnis weiß – mit einem Team von Meteoriten-Infizierten Doomsday aufzuspüren und zu vernichten. Als Clark und Chloe merken, wer Davis wirklich ist, bittet dieser die beiden ihn mit Kryptonit zu töten. Wie jede große Gesundheitsgefahr zuvor macht ihn das jedoch nur noch unverwundbarer, sodass Kryptonit nun keine Gefahr mehr für ihn darstellt. Ohne Clark einzuweihen, gewährt Chloe Davis Unterschlupf, um das Monster in ihm zu zähmen. Sie will mit Davis Smallville verlassen, jedoch nur um Clark vor Doomsday zu beschützen. Lois bekommt Clarks Ring von der Legion in die Finger und verschwindet daraufhin spurlos.
Die Justice League will Davis töten, um Doomsday loszuwerden, Clark jedoch glaubt an das Gute in Davis und will ihn mit schwarzem Kryptonit von Doomsday trennen. Dies gelingt letztendlich auch, und Clark kann Doomsday mit Olivers Hilfe lebendig begraben. Jimmy und Chloe finden wieder zueinander, jedoch tötet Davis Jimmy, nachdem er erfahren hat, dass Chloe nur bei ihm war, um Clark zu schützen. Als er auch Chloe töten will, kann das der schwer verletzte Jimmy verhindern und spießt Davis auf. Daraufhin sterben beide.
Nach Jimmys Beerdigung sucht Clark Chloe auf und erklärt ihr, dass er seiner menschlichen Seite abgeschworen hat, weil seine menschlichen Gefühle das Gute in Davis sahen, welches nicht existierte. Für sie soll Clark tot sein, worauf er Abschied nimmt.
In der letzten Szene ist zu sehen, wie auf dem Luthor-Anwesen – wo Tess Mercer jetzt lebt – Zod als Gestalt mit kryptonischen Tätowierungen auftaucht.

### Neunte Staffel
General Zod und weitere Kryptonier sind aus dem Kristall, mit dem der Reisende kontrolliert werden sollte, auf die Erde gelangt und halten sich auf dem Luthor-Anwesen auf. Obwohl sie Kryptonier (aus der Stadt Kandor) sind, haben sie jedoch zunächst nicht dieselben Kräfte wie Clark, sondern sind wie normale Menschen. Das liegt daran, dass sie lediglich Klone sind. Clark setzt derweil sein Training bei seinem Vater Jor-El fort. Ein anderes Erlebnis, welches Clark widerfährt, ist das Erscheinen seines leiblichen Vaters Jor-El auf der Erde; auch er tritt hier als Klon auf, welcher von einer Kandorianerin schwer verletzt wird und letztlich in Clarks Armen stirbt.
Drei Wochen nachdem Lois den Ring der Legion verwendet hat, kehrt sie aus der Zukunft zurück, allerdings ohne Erinnerung an diese Zeit. Weil Clark sich wegen seiner Gefühle für Lois nicht auf sein Training konzentrieren kann, will er auch von ihr Abschied nehmen. Da Tess die Erinnerungen von Lois aus der Zukunft in Erfahrung bringen will, beginnt Clark jedoch wieder an der Seite von Lois als Reporter zu arbeiten, um das verhindern zu können. Lois und Clark beginnen, sich zu verabreden und gestehen sich schließlich ihre Liebe. Durch einen Kuss, den Clark ihr in der letzten Folge der Staffel, während sie die Augen geschlossen hat, in seiner Heldenrolle als „Fleck“ gibt, wird Lois klar, dass die beiden Männer, die sie liebt, dieselbe Person sind. Auch Oliver und Chloe verlieben sich ineinander, ihre Beziehung beginnt jedoch als lockere Affäre, erst in der letzten Folge gestehen sie sich ihre Liebe.
Als Clark dem sterbenden Zod mit seinem eigenen Blut das Leben rettet, erhält Zod dieselben Kräfte wie Clark. Zod will die Welt der Menschen erobern, um ein neues Krypton unter seiner Führung zu erschaffen. Clark gelingt es jedoch, General Zod und die anderen Kryptonier nach New Krypton aufsteigen zu lassen und so von der Erde zu verbannen. Dies gelingt mit dem Buch des RAO, der kryptonischen Bibliothek, in dessen Besitz Clark durch die Rote Königin kommt, die, wie sich herausstellt, seine irdische Mutter Martha ist. Sie nahm diese Identität an, um Clark zu beschützen. In der Schlussszene wird Clark durch ein Schwert aus blauem Kryptonit schwer verletzt, aber auch geschwächt, steigt deswegen als einziger Kryptonier nicht auf, stürzt aber von einem Hochhaus.
In der letzten Folge der neunten Staffel sieht man außerdem, als Clark ein Paket von seiner irdischen Adoptivmutter öffnet, das Spiegelbild des Superman-Kostüms in Clarks Augen. Es taucht in der Staffel zum ersten Mal Kryptonitstaub (Edelstein-Kryptonit) auf, durch dessen Wirkung die Menschen sich Clarks Willen (einmalig) fügen. Es tritt die Justice Society of America in Erscheinung, die u. a. aus Hawkman und Dr. Fate besteht. Dr. Fate offenbart Clark einen weiteren Teil seines Schicksals.

### Zehnte Staffel
Lois rettet Clark das Leben, indem sie Zods kryptonischen Dolch (aus blauem Kryptonit) aus seinem Körper zieht. Ehe Clark wieder zu Bewusstsein kommt, versteckt sie sich jedoch. Derweil wacht Tess in einem Labor auf, in dem sie auf einen jungen Klon von Lex trifft, den sie aufziehen und dessen Existenz sie geheim halten will. Der Klon nähert sich viel schneller dem Erwachsenenalter an, als ein normaler Mensch und wird dabei dem echten Lex nicht nur ähnlicher, sondern erhält auch seine Erinnerungen.
Jor-El erklärt Clark in der Festung der Einsamkeit, dass mit Darkseid eine dunkle Bedrohung die Erde heimsucht, die Clarks Kräfte für das Böse missbrauchen will und er deswegen seiner Bestimmung noch nicht gewachsen ist. Diese „dunkle Kraft“ ist auf die Erde gelangt, als das Portal zum Aufstieg der Kandorianer geöffnet war. Nachdem Clark erneut mehrmals erfolglos versucht hat zu fliegen, fliegt er beim Tanzen mit Lois zum ersten Mal aus eigener Kraft, ohne es selbst zu merken. Als Clark noch glaubt, Lois wisse nichts von seinem Geheimnis, erzählt er ihr aus freien Stücken, dass er der Fleck sei. Kurz darauf nimmt Lois Clarks Heiratsantrag an.
Weil Tess erkannt hat, dass der Klon von Lex dem echten Lex immer ähnlicher wird, will sie den neuen Lex sterben lassen, statt ihn gegen eine Krankheit behandeln zu lassen. Diese Meinung ändert sie auch nicht, als sie erfährt, dass sie die uneheliche Tochter von Lionel ist und damit die Halbschwester von Lex.
Durch eine kryptonische Spiegelbox tauscht Clark die Plätze mit seinem (bösen) Gegenstück aus einem Paralleluniversum. Bei seiner Rückkehr kann ihm das dort lebende Pendant des hier verstorbenen Lionel folgen. Nachdem Lionel versucht hat, den Klon von Lex auf seine Seite zu ziehen, versucht Tess erfolglos den Klon ihres Halbbruders zu töten.
Weil Clark als Fleck immer häufiger mit seinen Kräften in Erscheinung tritt, droht seine geheime Identität aufzufliegen. Als Lois ihn bittet, sich zu maskieren, entschließt Clark sich nicht als Held eine Maske aufzusetzen, sondern als Clark eine Brille zu tragen und sich in seinem Leben als Reporter weniger selbstbewusst zu verhalten.
Während der Staffel sind die Auswirkungen der „dunklen Kraft“ auf die Menschen zunehmend feststellbar. Diese werden untereinander argwöhnischer, was sich insbesondere gegen die sog. Maskenhelden niederschlägt. Der Radiosprecher Gordon Godfrey betreibt Propaganda gegen die Helden und es kommt zur Abstimmung über ein Registrierungsgesetz, demzufolge die Helden ihre Tätigkeit entweder einzustellen oder sich offen zu erkennen zu geben haben. Beim Urnengang lehnt die Bevölkerung das Gesetz allerdings ab.
Tess findet heraus, dass sie den Klon von Lex nicht töten konnte, weil er zur Hälfte die DNS von Clark enthält. Obwohl Lionel mit rotem Kryptonit erneut versucht, den Klon von Lex und Clark auf seine Seite zu ziehen, gelingt es Clark dies zu verhindern. Clark meldet den Klon unter dem Namen Connor Kent (Cognitional Neuroplastic Replicant/CNR, sprich „Connor“) an der High School, die er selbst besucht hatte, an.
Auf ihrer Hochzeit geben sich Lois und Clark das Ja-Wort. Oliver, der Trauzeuge ist, tauscht, weil Darkseid von ihm Besitz ergriffen hat, Clarks Trauring gegen einen Ring aus goldenem Kryptonit aus. Olivers Ehefrau Chloe kann jedoch im letzten Moment verhindern, dass Clark den Ring berührt und seine Kräfte für immer verliert. Bei einem Kampf zwischen Clark und Oliver, durch den die Hochzeit unterbrochen wird, kann Clark Oliver vom Einfluss Darkseids befreien.
Lionel lässt zur selben Zeit Tess entführen. Er erzählt Tess, dass es Lex gelungen sei, alle seine Organe zu klonen. Der Kopie von Lex fehlt nur ein Herz, um zu leben. Nachdem Lionel Tess erzählt hat, dass er Lex deren Herz einpflanzen wolle, tötet Tess ihren Vater. Der sterbende Lionel gibt Darkseid seine Seele im Austausch dafür, dass er Lex zum Leben erweckt. Darkseid erfüllt seinen Teil der Abmachung, indem er der Kopie von Lex das Herz von Lionel einpflanzt.
Derweil erfährt Clark, dass Darkseid eine Apokalypse herbeiführen will, indem er einen anderen Planeten auf die Erde stürzen lässt. Ihm erscheint der Geist seines Adoptivvaters Jonathan, der Clark erklärt, dass er bereit sei, seine Bestimmung zu erfüllen. Als sich Clark daraufhin auf die Suche nach Tess macht, trifft er auf Lex, der sich an alles erinnern kann. Lex erzählt ihm, dass Clark der Auserwählte sei und der einzige, der die Apokalypse verhindern könne. Darauf sagt Clark, dass es ihm leid tue, dass er Lex nicht davor bewahren konnte, dem Bösen zu verfallen.
Clark trifft in der Scheune der Kent-Farm auf Darkseid, der in der Gestalt des seelenlosen Lionel auftritt. Als er von Darkseid durch die Luft geschleudert wird, stoppt er diese Schleuderbewegung und schwebt bewusst aus eigner Kraft in der Luft. Mithilfe seiner neu erkannten Flugfähigkeiten bezwingt Clark Darkseid und geht zu seinem Vater Jor-El in die Festung der Einsamkeit. Dort erhält Clark das Superman-Kostüm. Lois hat sich derweil in die Air Force One geschlichen um den Präsidenten vor der Apokalypse zu warnen. Als das Flugzeug droht abzustürzen, bringt Clark als Superman die Air Force One wieder in eine stabile Lage. Danach gelingt es dem „Mann aus Stahl“ auch den Himmelskörper kurz vor seinem Aufprall auf die Erde aufzuhalten.
Zur selben Zeit trifft Tess auf ihren Halbbruder Lex. Lex tötet Tess mit einem Dolch und sagt ihr, dass er sie davor bewahren will, so zu werden wie er. Die sterbende Tess sagt Lex, dass sie von Clark bereits davor bewahrt wurde und schmiert ihrem Halbbruder eine Nano-Chemikalie ins Gesicht, durch die er seine Erinnerungen verliert und somit auch Clarks Geheimnis vergisst.
Die letzte Szene des Serienfinales spielt sieben Jahre in der Zukunft. Die aus den Comics bekannte Daily Planet-Szenerie zeigt sich, inklusive eines cholerischen Perry White und Nachrichten, die Lex als frisch gewählten Präsidenten der Vereinigten Staaten zeigen. Clark zeigt Lois zwei Trauringe. Auf die Frage von Lois, ob er bereit für ihre Hochzeit sei, erklärt er, dass er seit sieben Jahren bereit sei. Darauf ruft jemand, dass in Metropolis eine Bombe gefunden worden sei. Clark sagt Lois, dass er ein paar Minuten später zur Hochzeit komme und enthüllt musikalisch unterlegt von der Superman-Hymne aus den Kinofilmen das Superman-Kostüm unter seinem Anzug.

## Besetzung

### Hauptrollen
| Rolle                             | Schauspieler                                                                                               | Bild                     | Synchronsprecher                                          | Zeitraum     | Gastauftritt                                        | Zusatzinformationen |
| --------------------------------- | --- | ------------------------ | --------------------------------------------------------- | ------------ | --------------------------------------------------- | --- |
| Clark Kent (Kal-El)               | Tom Welling                                                                                                | Tom Welling (2009)       | Timmo Niesner                                             | Staffel 1–10 |                                                     | In Episoden 6.22, 7.01, 7.09 und 7.10 auch in der Rolle des Bizarro (Phantom), zudem in Episoden 10.10, 10.17 als Ultraman. Siehe auch Abschnitt Clark Kent/Kal-El. |
| Chloe Sullivan                    | Allison Mack                                                                                               | Allison Mack (2009)      | Anja Stadlober                                            | Staffel 1–9  | 10.01, 10.12–10.15, 10.21–10.22                     | Clarks beste Freundin, Leiterin der Schülerzeitung Torch und später des „Wachturms“, Lois’ Cousine. Siehe auch Abschnitt Chloe Sullivan. |
| Lois Lane                         | Erica Durance                                                                                              | Erica Durance (2008)     | Tanja Geke                                                | Staffel 5–10 | 4.01–4.05, 4.08, 4.12–4.14, 4.16, 4.18, 4.21, 4.22  | Reporterin beim Daily Planet, Clarks zukünftige Frau, Chloes Cousine. |
| Oliver Queen (Green Arrow)        | Justin Hartley                                                                                             | Justin Hartley (2017)    | Michael Deffert                                           | Staffel 8–10 | 6.02–6.05, 6.07, 6.10, 6.11, 7.11                   | Green Arrow, unterstützt Clark, im späteren Verlauf mit Chloe verheiratet. |
| Tess Mercer (Lutessa Lena Luthor) | Cassidy Freeman                                                                                            | Cassidy Freeman (2014)   | Melanie Pukaß                                             | Staffel 8–10 |                                                     | Tochter von Lionel, Halbschwester von Lex. Wird im Serienfinale von Lex umgebracht. |
| Davis Bloome (Doomsday)           | Sam Witwer                                                                                                 | Sam Witwer (2013)        | Karlo Hackenberger                                        | Staffel 8    |                                                     | Doomsday, Clarks Gegner. Wird im Finale von Staffel 8 von Jimmy umgebracht. |
| Henry James „Jimmy“ Olsen         | Aaron Ashmore                                                                                              | Aaron Ashmore (2007)     | Dominik Auer                                              | Staffel 7–8  | 6.01, 6.03, 6.06, 6.08–6.10, 6.13–6.15, 6.20, 10.22 | Fotograf beim Daily Planet. War mit Chloe kurze Zeit verheiratet. Wird im Finale von Staffel 8 von Davis umgebracht. |
| Lana Lang                         | Kristin Kreuk                                                                                              | Kristin Kreuk (2012)     | Marie Bierstedt (Staffel 1–6) Melanie Hinze (Staffel 7–8) | Staffel 1–7  | 8.10–8.14                                           | Clarks Jugendliebe, war kurze Zeit mit Lex verheiratet, leitete die „Isis Stiftung“ und das „Talon“, verlässt Smallville in Staffel 8. |
| Kara Kent (Kara Zor-El)           | Laura Vandervoort                                                                                          | Laura Vandervoort (2010) | Uschi Hugo                                                | Staffel 7    | 8.08, 10.03, 10.20                                  | Clarks Cousine, wird im Finale von Staffel 7 von Brainiac in die Phantomzone geschickt. In Staffel 8 wiederum befreit und verlässt daraufhin die Erde. In Staffel 10 reist sie in die Zukunft. |
| Alexander „Lex“ Luthor            | Michael Rosenbaum Lucas Grabeel (6.05, 10.13, 10.16) Connor Stanhope (Staffel 7, 8.18) Kevin Miller (8.14) | Michael Rosenbaum (2006) | Björn Schalla                                             | Staffel 1–7  | 8.14, 10.21–10.22                                   | Zunächst ein sehr guter Freund Clarks, entwickelt sich aber zum größten Gegenspieler. War kurze Zeit mit Lana verheiratet, verschwindet mit dem Zusammensturz der Festung der Einsamkeit im Finale der siebten Staffel. In Staffel 8 taucht er wieder auf, wird aber scheinbar bei einer Explosion getötet. Im Serienfinale von Darkseid zum Leben erweckt. |
| Lionel Luthor                     | John Glover                                                                                                | John Glover (2022)       | Klaus-Dieter Klebsch                                      | Staffel 2–7  | Staffel 1, 10.10, 10.13, 10.16, 10.21–10.22         | Vater von Lex und Tess, Verbündeter von Clark, wird in Staffel 7 von Lex aus einem Fenster von LuthorCorp gestoßen und stirbt. In Staffel 10 tritt sein Pendant aus einem Paralleluniversum im Serien-Universum in Erscheinung. |
| Martha Kent                       | Annette O’Toole                                                                                            |                          | Isabella Grothe                                           | Staffel 1–6  | 9.20, 10.13, 10.21–22                               | Adoptivmutter von Clark, Ehefrau von Jonathan, wird Senatorin und zieht zum Ende von Staffel 6 nach Washington, D.C. |
| Jonathan Kent                     | John Schneider                                                                                             | John Schneider (2007)    | Bernd Vollbrecht                                          | Staffel 1–5  | 10.01, 10.17, 10.21–10.22                           | Adoptivvater von Clark, Ehemann von Martha, stirbt an einem Herzinfarkt in Staffel 5 (Jor-El forderte seine Seele ein). |
| Jason Teague                      | Jensen Ackles                                                                                              | Jensen Ackles (2015)     | Julien Haggège                                            | Staffel 4    |                                                     | Für kurze Zeit mit Lana an der Highschool liiert, stirbt beim zweiten Meteoritenschauer. |
| Pete Ross                         | Sam Jones III                                                                                              |                          | Marcel Collé                                              | Staffel 1–3  | 7.13                                                | Clarks bester Freund, zieht nach der Scheidung seiner Eltern nach Wichita. |
| Whitney Fordman                   | Eric Johnson                                                                                               | Eric Johnson (2011)      | Marius Clarén                                             | Staffel 1    | 2.11, 4.03                                          | War mit Lana liiert, stirbt im Kampf für sein Land. |
| General Zod                       | Callum Blue                                                                                                | Callum Blue (2012)       | Norman Matt                                               | Staffel 9    | 10.19                                               | Clarks Feind, wird am Ende von Staffel 9 zurück nach New Krypton geschickt und von den Kandorianern in die Phantomzone verbannt. |

### Nebenrollen
| Rolle                  | Schauspieler                                 | Bild                      | Synchronsprecher                                         | Zeitraum            | Zusatzinformationen |
| ---------------------- | -------------------------------------------- | ------------------------- | -------------------------------------------------------- | ------------------- | --- |
| Jor-El                 | Terence Stamp (Stimme) Julian Sands (Person) | Julian Sands (2011)       | Claus Wilcke (Staffel 2–3) Christian Rode (Staffel 4–10) | Staffel 2–10        | Clarks leiblicher Vater, als Person in zwei Episoden in Staffel 9 und im Rückblick als junger Mann in einer Episode der Staffel 3. Siehe auch Abschnitt Jor-El. |
| Dr. Virgil Swann       | Christopher Reeve                            | Christopher Reeve (2003)  | Hans-Jürgen Dittberner                                   | 2.17, 3.17          | Nach Gastauftritten in der 2. und 3. Staffel war ein weiterer Auftritt in Staffel 4 geplant. Reeve starb jedoch am 10. Oktober 2004.                            |
| Genevieve Teague       | Jane Seymour                                 | Jane Seymour (2010)       | Traudel Haas                                             | Staffel 4           | Jasons Mutter, wird von Lana umgebracht. |
| Milton Fine (Brainiac) | James Marsters                               | James Marsters (2006)     | David Nathan                                             | Staffel 5, 7, 10.04 | Wird in Staffel 8 aus dem Körper von Chloe geholt und in die Zukunft transportiert, Gastauftritt in Staffel 10 als Brainiac 5.                                  |
| Dr. Emil Hamilton      | Alessandro Juliani                           | Alessandro Juliani (2007) | Matthias Deutelmoser                                     | Staffel 8–10        | Wissenschaftler, der die Heldengruppe um Clark und Chloe unterstützt.                                                                                           |

## Figuren

### Clark Kent/Kal-El
Kal-El ist Clark Kents kryptonischer Name und bedeutet in der Serie „Sternenkind“. Clark ist die Hauptfigur der Serie und einer der wenigen Überlebenden der Explosion von Krypton. Er trägt in der Serie noch nicht das bekannte Superman-Kostüm, allerdings deckt sich seine Farbwahl in der Regel mit dessen Farben Blau, Rot und Gelb. Darsteller der Figur ist Tom Welling.

#### Kräfte
Clarks Kräfte sind von der Sonne unseres Planetensystems abhängig. In der dritten Staffel wurde dies deutlich, als es einen riesigen Magnetsturm gab, der die Sonne beeinflusste. Dadurch hatte er die Stärke seiner Fähigkeiten nicht mehr unter Kontrolle und es gab einerseits spontane Kraftschübe und andererseits spontane Schwächeanfälle. Auch am Anfang der siebten Staffel wird Clark von Martian Manhunter darauf hingewiesen, dass er seine Stärke von der gelben Sonne bezieht. Dies nutzt er, um sich Bizzaro zu stellen. In einer Folge wird auch in Zusammenhang mit Kara mehrmals die Wichtigkeit und der Einfluss der Sonne auf die Kräfte von Kryptoniern unterstrichen. Kara deutet in einem Zwiegespräch mit Manhunter (Episode 7.03) an, dass sie diese Superkräfte auf Krypton nicht besaß.
- Atem:
Clark kann den Atem lange anhalten, zudem ist er in der Lage, Gegenstände zu sich heranzusaugen. Außerdem kann er mit seinem Atem Gegenstände einfrieren.
- Schnelligkeit:
Clark besitzt die Fähigkeit, sehr schnell zu laufen. So gelingt es ihm beispielsweise, eine Gewehrkugel aus der Luft zu fangen, bevor diese ihr Ziel trifft. Er erreicht dadurch auch schnell beliebige Orte, etwa um Menschen zu retten.
- Stärke:
Clark besitzt nahezu unbegrenzte Kraft. Dies ermöglicht es ihm, etwa einen abstürzenden Fahrstuhl aufzuhalten oder ein Auto aus der Luft zu fangen.
- Unverwundbarkeit:
Clark ist nahezu unverwundbar.
- Röntgenblick:
Clark besitzt einen Röntgenblick (erstmals in 1.04), mit dem er durch Gegenstände hindurchsehen kann, wobei Blei die einzige Ausnahme darstellt.
- Hitzeblick:
Clark kann mit Hilfe seiner Augen Hitze erzeugen, Feuer entzünden und Metall zum Schmelzen bringen. Der Hitzeblick tritt erstmals in Episode 2.02 auf.
- Gehör:
Clark besitzt ein Supergehör (erstmals in 3.10), mit dem er Geräusche auch über weite Strecken wahrnehmen kann.
- Fliegen:
Im Verlauf der Serie zeigen sich zunächst nur begrenzte Flugfähigkeiten. Bis zum Ende der neunten Staffel kann er nur in seiner „bösen“ Version als Kal-El aus eigenem Antrieb fliegen. Abgesehen von der zweiten Folge der ersten Staffel, in welcher Clark über seinem Bett schwebend aufwacht, und in der Folge, in der er mithilfe seiner Flugfähigkeit Smallville vor dem Untergang bewahrt, indem er die Rakete, die Smallville zerstören soll, im Weltall vernichtet, schwebt Clark erstmals in der vierten Folge der zehnten und letzten Staffel aus eigener Kraft.
- Mikroblick:
Clark kann die Brennweite seiner Linsen, sichtbar durch das „Zoomen“ der Iris, fast beliebig verstellen und so mikroskopisch kleine Dinge sogar aus größerer Entfernung erkennen. Erstmals wird diese Fähigkeit in der Folge 10.14 vorgestellt.

#### Schwächen
Clarks Schwächen sind neben Kryptonit in verschiedenen Farben (bzw. Dinge, die Kryptonit enthalten), kryptonische Waffen und Magie. Er verliert unter rotem Sonnenlicht seine Kräfte.

### Chloe Sullivan
Chloe ist eine Schulfreundin von Clark und ein Computergenie. An der High School leitet sie die Schülerzeitung Torch und erhält nach Schulabschluss eine Stelle beim Daily Planet in Metropolis. Chloe beobachtet Clark als der seine Kräfte einsetzt und schützt ihn fortan – zunächst ohne dass er davon weiß. Sie bekämpft die sog. Meteoritenfreaks, findet allerdings heraus, dass sie selbst einer ist. Im Laufe der Serie zeigen sich ihre besonderen Fähigkeiten: Sie kann Menschen heilen und sogar Verstorbene wieder zum Leben erwecken. Chloes Mutter ist ebenso ein „Freak“ (Gedankenkontrolle anderer Menschen) und wurde deswegen seit Jahren von den Luthors zur Untersuchung in einem Sanatorium gefangen gehalten; als sie von ihrer Tochter wieder aufgespürt wird, ist das Wiedersehen nur kurz, da sie dauerhaft ins Koma fällt.
Darstellerin der Figur, die als einzige neben Clark Kent in allen Staffeln vorkommt, ist Allison Mack. Chloe Sullivan wurde für die Serie Smallville erschaffen, inzwischen aber auch im „regulären“ DC-Universum eingeführt (US-Action Comics #893, November 2010).

### Jor-El
Jor-El ist Clarks leiblicher Vater und ein hoher kryptonischer Würdenträger, der mit seiner Heimatwelt unterging. In dem Raumschiff, mit welchem Clark auf die Erde gekommen ist, waren die Kräfte und Gedanken seines leiblichen Vaters eingespeichert. Clark kann sich mit Jor-El in der Festung der Einsamkeit unterhalten.
Jor-El möchte seinen Sohn dazu bringen, sein Schicksal zu erfüllen und Herrscher über die Erde zu werden. Clark jedoch hat andere Pläne. Er hat sich schon zu sehr an die Erde, seine neue Familie und Freunde gewöhnt und möchte lieber ein „normales“ Leben führen. Jonathan geht allerdings einen Pakt mit Jor-El ein, weswegen sich Clark Jor-Els Willen beugen muss.
Im weiteren Verlauf der Geschichten von Smallville ändert sich das Bild von Jor-El und es wird zweifelhaft, dass Clark wirklich über die Erde herrschen sollte. Jor-Els Geist wird, nachdem Clark das Raumschiff zerstört, in die indianischen Höhlen transferiert.
In den Superman-Filmen ist Jor-El nichts anderes als ein Fragen beantwortendes Computerprogramm mit der Stimme von Clarks Vater. So erkennt Jor-El in Superman Returns nicht, dass der, der da vor ihm steht, nicht Clark, sondern Lex Luthor ist. Bei Smallville dagegen ist Jor-El eine hochentwickelte künstliche Intelligenz, die direkt in das Geschehen eingreift. Außerdem hat er unglaubliche Fähigkeiten. Er kann Kryptonier ihrer Kräfte berauben und Menschen mit kryptonischen Kräften ausstatten. Des Weiteren kann er von Menschen Besitz ergreifen und besitzt hellseherische Fähigkeiten. Außerdem hat er die Macht, Geschehnisse rückgängig zu machen. Dies hat er auf Bitte von Clark getan, als Lana starb. Er stattete Jonathan Kent mit kryptonischen Fähigkeiten aus, damit er Clark zur Vernunft bringt, als dieser sich absichtlich der Wirkung von rotem Kryptonit aussetzte. Als Clark sein Versprechen, rechtzeitig zur Festung der Einsamkeit zurückzukehren, nicht hielt, nahm Jor-El ihm seine Kräfte.
Des Weiteren ergreift er öfter Besitz von seinem irdischen Verbündeten Lionel Luthor, der dann ebenfalls kryptonische Fähigkeiten besitzt (aber nur solange, wie er im Bann von Jor-El steht), um noch größere Handlungsfreiheit zu haben und Clark Botschaften, Hinweise und Vorhersagen zu übermitteln. In der Abschlussepisode erklärt Jor-El die Ausbildung seines Sohnes für beendet.
Im US-amerikanischen Original wird Jor-El von Terence Stamp gesprochen, welcher in Superman II – Allein gegen alle die Figur von General Zod gespielt hat. Julian Sands ist Darsteller der Figur in der Serie.

### Justice League
Im Verlauf der Serie treten mehrere Figuren mit besonderen Fähigkeiten auf. Im Kampf gegen Lex Luthor und dessen menschenverachtende Versuche verbünden sie sich und zerstören oder sabotieren weltweit Anlagen von LuthorCorp. Dabei erhalten die „Maskenhelden“ auch Hilfe von menschlichen Unterstützern. Geführt wird die Gruppe von Oliver Queen, ihre Informationen erhält sie in den letzten Staffeln von Chloe Sullivan aus dem Wachturm.
In der Serie sind zeitweise folgende Personen Mitglied des Heldenverbundes:
- Arthur Curry (Aquaman; Darsteller: Alan Ritchson)
- Bart Allen (Impulse; Darsteller: Kyle Gallner)
- Carter Hall (Hawkman; Darsteller: Michael Shanks)
- Chloe Sullivan (Darstellerin: Allison Mack)
- Clark Kent (Superman; Darsteller: Tom Welling)
- Courtney Whitmore (Stargirl; Darstellerin: Britt Irvin)
- Dinah Lance (Black Canary; Darstellerin: Alaina Huffman)
- John Jones (Martian Manhunter; Darsteller: Phil Morris)
- Kara (Supergirl; Darstellerin: Laura Vandervoort)
- Oliver Queen (Green Arrow; Darsteller: Justin Hartley)
- Tess Mercer (Darstellerin: Cassidy Freeman)
- Victor Stone (Cyborg; Darsteller: Lee Thompson Young)

### Warrior Angel und Devilicus
Warrior Angel ist eine Comicserie, in der der gleichnamige Superheld einen Gegenspieler namens Devilicus hat. Dieser Gegensatz von Held und Schurke spielt auf die sich abzeichnende und entsprechend entwickelnde Beziehung von Clark Kent zu dessen Widersacher Lex Luthor an. In mehreren Folgen von Smallville wird Lex Luthor als einer der größten Sammler der Comichefte über Warrior Angel gezeigt.
In der Folge 7.05 (Wahre Helden; OT: Action) wird in Smallville bzw. auf der Kent-Farm ein Warrior-Angel-Film gedreht.

## Orte

### Daily Planet
Der Daily Planet ist eine große Tageszeitung in Metropolis, in der im Verlauf der Serie Chloe Sullivan, Jimmy Olsen, Lois Lane und Clark Kent arbeiten. Vorübergehend ist Lex Luthor Besitzer der Zeitung.
Ab der fünften Staffel finden zunehmend mehr Handlungen im Gebäude und im Umfeld des Daily Planets statt, sodass der Ort zu einem der Hauptschauplätze wird.

### High School
Die Schüler aus Smallville, darunter auch Clark und seine Freunde, Verwandten und Bekannten, besuchen und besuchten die örtliche High School. Dort spielen viele der Folgen der ersten vier Staffeln der Serie. Mit dem Abschluss verlässt Clark die Schule und geht aufs College nach Metropolis.

### Kent-Farm
Wohnort der Familie Kent, der etwas außerhalb von Smallville liegt. Dort ist Clark aufgewachsen und konnte so auch seine besonderen Fähigkeiten leichter vor anderen versteckt halten. Clark hat im Wohnhaus ein eigenes Zimmer, hält sich aber öfter in der Scheune auf, wo er ebenfalls einen Rückzugsraum hat.

### Krypton und die Festung der Einsamkeit
Krypton ist Clarks Herkunftsplanet und war eine mit einer Kristallwüste bedeckte Welt im Orbit einer roten Sonne, die im Gegensatz zu einer gelben Sonne (wie im Fall der Erde) Kryptoniern keine Superkräfte verleiht. Clark wurde von seinem Vater Jor-El auf die Erde geschickt, um die Explosion Kryptons zu überleben.
Mit der Festung der Einsamkeit gibt es auf der Erde in der Arktis ein kryptonisches Kristallgebäude, das Clark dazu dient, sich mit seinem leiblichen Vater zu unterhalten, der als Stimme in der Festung gespeichert ist. Mit dem hier abgespeicherten kryptonischen Wissen wird Clark von Jor-El ausgebildet.

### Luthor-Anwesen
Eine Villa aus Schottland, die Lionel Luthor nach Smallville hat versetzen lassen. Hier lebt und arbeitet Lex Luther (und später Tess Mercer). In der 10. Staffel brennt das Gebäude nieder.
Das Gebäude Hatley Castle bei Victoria wurde auch zu anderen Filmproduktionen verwendet, u. a. als „Schule für begabte junge Menschen“ in den X-Men-Filmen (2000–2020) und als Wohnsitz von Oliver Queen in der Serie Arrow (2012–2020).

### LuthorCorp
LuthorCorp ist ein weltweit agierender Konzern, der von Lionel Luthor gegründet wurde und auf unterschiedlichsten Geschäftsbereichen tätig ist. In der Serie werden v. a. der Technologiebereich, sowie Forschung und Entwicklung (Forschung insbesondere an den Meteoritenfreaks) thematisiert. Da bei einigen der Forschungsgebiete Menschenrechte nicht beachtet werden, wird die Firma von einem Teil der Helden sabotiert bzw. bekämpft.
Die Firma wird im Verlauf der Serie von Lex Luthor, Tess Mercer und in der Abschlussepisode wieder von Lex Luthor übernommen. In den Superman-Comics lautet der Name LexCorp.

### Phantomzone
Die Phantomzone ist ein außerdimensionales Gefängnis für (kryptonische) Verbrecher. Es wurde von Jor-El erschaffen. Mit Hilfe eines Kristalls in Form des Superman-Logos kann Clark jemanden dorthin verbannen. Ein Mitglied der Familie El kann über ein Portal in der Zone von dort leicht entkommen.

### Talon
Das Talon war früher ein Kino und ist nun ein Café in Smallville, das in der Serie von Lana Lang betrieben wird, sich aber im Besitz von Lex Luthor befindet. Im Verlauf der Serie wohnen hier Lana Lang, Chloe Sullivan und Lois Lane.

### Wachturm
Der Wachturm in einem der höchsten Gebäude in Metropolis dient der Smallville-Version der Justice League als Hauptquartier. Von hier aus leistet Chloe Sullivan (später Tess Mercer) dem Team um Clark Kent und Oliver Queen Unterstützung, indem sie ihnen per Funk Informationen zukommen lässt.

## Gegenstände

### Achteck
Es handelt sich dabei um eine Metallscheibe mit kryptonischen Schriftzeichen („Symbole“). In der Serie taucht das Achteck von Beginn an oft auf und spielt eine wichtige Rolle. Es erfüllt mehrere Zwecke, so dient es zum Öffnen und Aktivieren des Raumschiffs, in dem Clark zur Erde kam, und eines Nebenraums der Kawatchen-Höhle, von wo es möglich ist, in die Festung der Einsamkeit zu gelangen.

### Kryptonit
Das Meteoritengestein, Kryptonit genannt, stammt von Clarks Heimatwelt Krypton. Es tauchen sieben verschiedene Kryptonitformen in der Serie auf:
- Blaues Kryptonit:
Das blaue Kryptonit beraubt Clark seiner Kräfte und kommt das erste Mal in der Episode 3.10 Whisper vor.
- Edelstein-Kryptonit:
Mit dieser Form von Kryptonit hat Clark Einfluss auf seine Mitmenschen. Wenn er sagt, was er von ihnen will, kann er sie (einmalig) dazu bringen, genau das zu tun (Episode 9.13).
- Goldenes Kryptonit:
Diese Form von Kryptonit taucht in der Abschlussstaffel auf und kann Clark bei Körperkontakt seiner Kräfte berauben – für immer.
- Grünes Kryptonit:
Das grüne Kryptonit hat seit dem Metoritenregen auf Smallville viele Menschen dort verändert oder ihnen eigenartige Fähigkeiten verliehen. Außerdem kann das Gestein Clarks übermenschliche Kräfte schwächen und fügt ihm große Schmerzen zu. Es kann ihn bei langer Einwirkung töten.
- Rotes Kryptonit:
Die rote Form des Meteoritengesteins ist für die normalen Menschen harmlos, doch für Clark hat es ernsthafte Wirkungen. Wenn er damit in Berührung kommt, wird er zu einer hemmungslosen Person, denkt nicht an die Konsequenzen seines Handelns und tut Dinge nur nach Lust und Laune (Episode 2.04).
- Schwarzes Kryptonit:
Als Clarks Körper von Kal-El beherrscht wurde, gab es nur eine Möglichkeit ihn von seinem Alter Ego zu trennen: Mit schwarzem Kryptonit. Schwarzes Kryptonit entsteht, wenn das grüne Kryptonit sehr stark erhitzt wird. Anstatt zu schmelzen, wandelt es sich bei einer Explosion in schwarzes Kryptonit um. Wenn jemand mit schwarzem Kryptonit in Berührung kommt, so wird diese Person in zwei Teile gespalten: Einen „Guten“ und einen „Schlechten“. Vergleichend hierzu dient die Folge 4.01 Lana und Lois (Originaltitel: Crusade). Diese Kryptonitart wurde speziell für die Serie erfunden.
- Silbernes Kryptonit:
Das silberne Kryptonit kann Clark verletzen und macht ihn paranoid, er bekommt Wahnvorstellungen, die ihn dazu bringen, die zu töten, die er über alles liebt. Milton Fine kann in letzter Sekunde verhindern, dass Clark Lana umbringt, indem er den Splitter, der beim Kontakt in Clarks Blutbahn geraten ist, mit einem kryptonischen Gerät aus Clark „heraussaugt“. Ein Kryptonier verliert schnell unter Einwirkung des silbernen Kryptonits die Fassung und wird aggressiv. Aufgetaucht zum ersten Mal in der Episode 5.07 Silberwahn (Originaltitel: Splinter).

### Ring der Legion
In der Folge 8.11 Die Legion (OT: Legion) erhält Clark von der Legion der Superhelden einen Ring, mit dem es möglich ist, in der Zeit zu reisen. Clark selbst aber auch (unabsichtlich) Lois Lane wenden diese Möglichkeit an.

### Spiegelbox
Ein kryptonisches Artefakt, das den Zugang zu einer Parallelerde ermöglicht. Der Clark dort ist „Ultraman“. Auch der Lionel Luthor, der in der Abschlussstaffel auftritt, stammte von dort und gelangte mittels der Spiegelbox auf die andere Erde.

## Episoden

### Vorspann
- Der Vorspann hat eine Länge von etwa 50 Sekunden. Ab Staffel 5 ändert sich sein Design.
- Die Titelmusik Save Me zur Serie wurde während aller Staffeln beibehalten und der im Vorspann enthaltene Teil nicht geändert. Das Musikstück stammt aus dem Album The Golden Hum (2001) von Remy Zero.
- Während der ersten vier Staffeln beginnt der Schriftzug Smallville gelb leuchtend und ändert sich in weiß mit gelber, strahlen-förmiger Umrandung. Ab Staffel fünf verwendet der Schriftzug die Farbe rot und die Buchstaben sind im 3D-Format.
- Auch der Hintergrund während der Einblendung der Schauspieler hat ab Staffel fünf ein rotes Design.
- Weiter wurde die Schriftart für die Namen von Schauspielern und Serien-Erfindern geändert, zuvor war es die gleiche wie für den Schriftzug Smallville. Die Schrift ist nun außerdem größer.
- Die Namen der Schauspieler werden von Staffel eins bis vier langsam eingeblendet und haben anfangs einen strahlen-förmigen Hintergrund. Ab Staffel 5 fliegen die Wörter in Teilen ins Bild und ergänzen sich zu einem Ganzen.
- Zu jedem Schauspieler werden ein bis drei kurze Ausschnitte der Serie bzw. der jeweiligen Staffel gezeigt, bevor der Name des Schauspielers erscheint. Während der ersten vier Staffeln beziehen sich diese Sequenzen nur teilweise auf den jeweiligen Schauspieler. Teilweise zeigen sie auch nur eine allgemeine Handlung. Ab Staffel 5 sind diese Sequenzen deutlich kürzer und haben einen direkten Bezug zum am nächsten gezeigten Schauspieler.
- In den ersten vier Staffeln sind die Schauspieler darüber hinaus während der Einblendung ihres Namens nur mit dem Gesicht zu sehen und schauen nicht direkt in die Kamera. Vermutlich sind das ebenfalls Ausschnitte aus den jeweiligen Staffeln. Ab Staffel fünf sind die Schauspieler teils ganz, meist mit Gesicht und Oberkörper zu sehen und drehen sich teilweise im Profil. Außerdem schauen sie direkt in die Kamera. In beiden Versionen wird neben dem Gesicht bzw. Profil ein weiterer Ausschnitt der Serie präsentiert.
- Ein prägendes Element für beide Versionen ist außerdem der Absturz der Kometen-Stücke über und in Smallville. Während diese jedoch in Staffel eins bis vier erst zum Ende der Schriftzug-Einblendung Smallville erscheinen, fliegen sie ab Staffel 5 über den Schriftzug hinweg.
- Die Füllwörter (z. B. as oder with) werden darüber hinaus wie im Original englisch dargestellt.
- Alle Wörter verwenden ausschließlich Großbuchstaben, Füllwörter sind jedoch kleiner als die Namen der Schauspieler und Verantwortlichen.

### DVD-Veröffentlichung
In nachfolgender Tabelle sind die Daten der Veröffentlichung der einzelnen Staffeln in den Vereinigten Staaten, dem Vereinigten Königreich und Deutschland angegeben.
| Staffel (FSK) | Vereinigte Staaten | Vereinigtes Königreich | Deutschland   |
| ------------- | ------------------ | ---------------------- | ------------- |
| 1 (16)        | 23. Sep. 2003      | 13. Okt. 2003          | 9. Okt. 2003  |
| 2 (12)        | 18. Mai 2004       | 19. Juli 2004          | 15. Okt. 2004 |
| 3 (16)        | 16. Nov. 2004      | 18. Apr. 2005          | 20. Mai 2005  |
| 4 (12)        | 13. Sep. 2005      | 10. Okt. 2005          | 13. Apr. 2006 |
| 5 (12)        | 12. Sep. 2006      | 28. Aug. 2006          | 13. Apr. 2007 |
| 6 (16)        | 18. Sep. 2007      | 22. Okt. 2007          | 18. Mai 2008  |
| 7 (16)        | 9. Sep. 2008       | 13. Okt. 2008          | 27. März 2009 |
| 8 (12)        | 25. Aug. 2009      | 12. Okt. 2009          | 21. Mai 2010  |
| 9 (16)        | 7. Sep. 2010       | 25. Okt. 2010          | 1. Apr. 2011  |
| 10 (16)       | 29. Nov. 2011      | 31. Okt. 2011          | 30. Aug. 2013 |

## Sonstiges
- Annette O’Toole, die Martha Kent in Smallville spielte, hatte schon früher mit dem Superman-Mythos zu tun. Im Film Superman III – Der stählerne Blitz spielte sie Clark Kents Jugendliebe Lana Lang.
- Im amerikanischen Original wird Jor-El von Terence Stamp gesprochen, welcher in Superman II – Allein gegen alle die Rolle des General Zod gespielt hat.
- Christopher Reeve, der wohl bekannteste Superman-Darsteller, trat in zwei Folgen der Serie als Dr. Virgil Swann auf.
- Reeves Filmpartnerin, Margot Kidder die in Superman I bis IV die Rolle der Lois Lane übernahm, hatte in zwei Folgen der vierten Staffel einen Gastauftritt als Bridgette Crosby, die auch in direkter Verbindung mit Reeves Rolle stand.
- Auch Dean Cain, der Superman-Darsteller aus der Serie Superman – Die Abenteuer von Lois & Clark, hat in der Folge 7.04 einen Auftritt als unsterblicher Dr. Curtis Knox. Der Rollenname ist hierbei eine Anspielung auf seine Rolle als Superman, denn die Initialen sind wie bei Clark Kent C und K.
- Justin Hartley, der Darsteller von Oliver Queen, war ursprünglich als Hauptdarsteller des Smallville-Ablegers Aquaman gecastet. Die Pilotfolge war sogar schon gedreht. Allerdings entschied sich der Sender The CW dann doch, sie nicht zu senden. Nach der sechsten Staffel gab es erneut Überlegungen an einen Ableger. Diesmal über Green Arrow und wieder war Hartley als Hauptdarsteller geplant, doch er lehnte ab.
- Die Folge 4.10 Angstgase (OT: Scare) wurde in der DVD-Box versehentlich als Angsthase angegeben.
- Tom Welling, John Schneider, Allison Mack, Michael Rosenbaum und Justin Hartley sind die einzigen Darsteller von Smallville, die neben ihrer schauspielerischen Tätigkeit auch Regie geführt haben. Welling sieben Mal, in den Folgen 5.18 Scherben (OT: Fragile), 6.10 Mit allen Wassern gewaschen … (OT: Hydro), 7.18 Weltuntergang (OT: Apocalypse), 8.21 Geheimarmee (OT: Injustice), 9.11 Helden der Vergangenheit (OT: Absolute Justice; Teilregie), 10.09 Das Gesetz (OT: Patriot) und 10.18 Booster Gold (OT: Booster). Schneider gab sein Regiedebüt in der Episode 3.20 Der Mann der einst vom Himmel fiel (OT: Talisman). Er war damit der erste vom Cast, der auf dem Regiestuhl saß. Mack führte in den Folgen 8.13 Macht (OT: Power) sowie 9.12 Die Geburt eines Schurken (OT: Warrior) Regie. Rosenbaum hatte sein Regiedebüt in der Folge 6.15 Freakville (OT: Freak). Justin Hartley feierte sein Regiedebüt in der Folge 10.19 Die dunkle Kraft (OT: Dominion).
- Helen Slater, die 1984 die Rolle von Supergirl im gleichnamigen Film übernahm, trat in zwei Folgen der siebten Staffel und einer Folge der zehnten Staffel als leibliche Mutter von Clark auf.
- Der Schauspieler Marc McClure, der in Superman I bis IV sowie Supergirl die Rolle des Jimmy Olsen übernommen hatte, hat ebenfalls in der siebten Staffel einen Gastauftritt als kryptonischer Wissenschaftler Dax-Ur.
- Mehrere bekanntere Bands hatten in der Serie Gastauftritte. Dazu gehören One Republic, Remy Zero, Lifehouse und The All American Rejects.
- Verschiedene Superhelden aus dem DC-Universum traten in Form von Gastrollen auf. So zum Beispiel Aquaman, Black Canary, The Flash, Hawkman, Cyborg, Supergirl, Zatanna, Star-Spangled Kid (Courtney Whitmore), Star-Spangled Kid (Sylvester Pemberton), Doctor Fate (Kent Nelson), Ma Hunkel, Sandman (Wesley Dodds) und Atom (Al Pratt).
- Aaron Ashmores (Jimmy Olsen) Zwillingsbruder Shawn hat bereits in der ersten Staffel (Folge 1.12) mitgespielt. Er verkörperte Eric Summers, der kurzfristig Clarks Kräfte hatte. Diese Rolle verkörperte er auch in Folge 3.09.
- In der Folge 5.06 spielt Tom Wopat den Senator Jack Jennings. Tom Wopat und John Schneider spielten in den 70ern und 80ern in der Serie Ein Duke kommt selten allein die Hauptrollen. Es gibt einige Anspielungen in der Folge darauf, u. a. ist das Muscle Car zu sehen.
- In den Folgen 6.18 und 6.19 zeigt Lex Luthor eine Vorliebe für Stücke aus verschiedenen Wagner-Opern. In Folge achtzehn hört Lex Luthor im Auto das Vorspiel aus Der Fliegende Holländer, kurz bevor Chloe ihn mit einem Pickup rammt. In Folge neunzehn stellt Lana die Stereoanlage auf volle Lautstärke, um Schüsse zu übertönen. Die Stereoanlage spielt das Vorspiel aus Tannhäuser und der Sängerkrieg auf Wartburg.
- Clark Kent und Chloe Sullivan sind die einzigen Figuren, die in der gesamten Serie von der ersten bis zur letzten Staffel zu sehen sind. Auch wenn Chloe in der zehnten Staffel nur einige Gastauftritte absolviert, bleibt sie eine zentrale Person für die einzelnen Episoden.
- Amy Adams, die in der siebten Episode der ersten Staffel (Zum Fressen gern) Jodi Melville spielt, übernahm später die Rolle von Lois Lane in der Kinoadaption Man of Steel (2013). Alessandro Juliani, der in Smallville Dr. Emil Hamilton verkörperte, hatte in Man of Steel einen Auftritt als Officer Sekowsky.
- Im Film Man of Steel ist in Smallville im Hintergrund ein LKW mit dem LuthorCorp-Logo zu sehen. Außerdem gibt es im Ort eine Werkstatt, die den Namen Sullivan trägt.
- Die Szenen der Raketenstarts gegen Ende des Films Terminator 3 – Rebellion der Maschinen (2003) wurden nochmals in der Serie in der Folge Weltuntergang (Folge 7.18; OT: Apocalypse) benutzt.[5]
- Teri Hatcher (Lois aus Superman – Die Abenteuer von Lois & Clark) hatte einen Gastauftritt in einem Video während der zehnten Staffel. Sie stellte die verstorbene Ella Lane dar, die Mutter von Lois Lane.
- Im Arrowverse (2012–2023) gibt es Anspielungen auf die Serie, so wird Chloe Sullivan in der Episode Es war einmal in Midvale (OT: Midvale; 3. Staffel der Supergirl-Serie) erwähnt, zudem spielt die Episode Anderswelten (1) (OT: Elseworlds, Part 1; 5. Staffel der The Flash-Serie) im Ort Smallville bzw. auf der Kent-Farm; bei der Ortsansicht wird die Titelmusik von Remy Zero gespielt. Während des Crossovers Krise der Parallelerden (OT: Crisis on Infinite Earths) treten Tom Welling (Clark Kent) und Erica Durance (Lois Lane) auf; er hat seine Kräfte aufgegeben, die beiden sind verheiratet, haben Kinder und leben auf Erde 167.

## Comics
DC Comics veröffentlichte 2002 vor dem Start der zweiten Staffel einen Comic mit zwei Geschichten zur Serie und startete später eine zweimonatliche Comicreihe.
Eine Fortsetzung (11. Staffel) ist ab 2012 als Comicserie erschienen.

## Auszeichnungen
- 2002 wurde Clark-Kent-Darsteller Tom Welling in den USA mit dem Teen Choice Award als bestes Nachwuchstalent ausgezeichnet.
- Michael Rosenbaum, der Lex Luthor verkörpert, bekam 2001 als bester Nebendarsteller den Saturn Award.